# بخش ماریتا (شهرستان واشینگتن، اوهایو)
بخش ماریتا (به انگلیسی: Marietta Township) یک منطقهٔ مسکونی در ایالات متحده آمریکا است که در شهرستان واشینگتن، اوهایو واقع شده‌است.
 بخش ماریتا ۳۹٫۶ کیلومتر مربع مساحت و ۴٬۶۷۳ نفر جمعیت دارد و ۲۰۵ متر بالاتر از سطح دریا واقع شده‌است.